# منتخب الكويت للكريكت للسيدات
منتخب الكويت للكريكت للسيدات هو ممثل الكويت الرسمي في المنافسات الدولية في الكريكت للسيدات .